# میکائیل کوتانیان

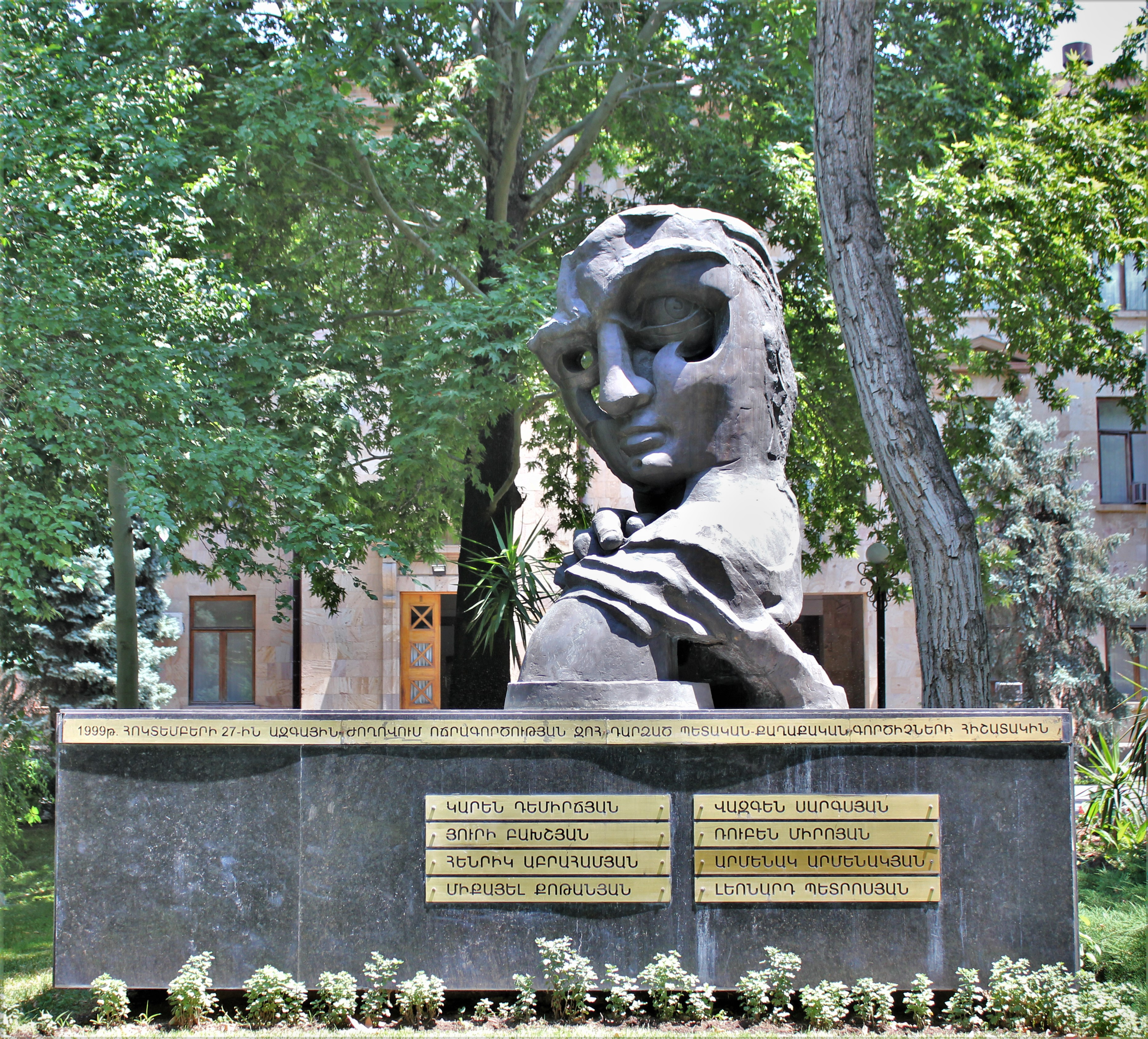

میکائیل خاچیکی کوتانیان (ارمنی: Միքայել Խաչիկի Քոթանյան؛ زادهٔ ۱ سپتامبر ۱۹۲۷ - درگذشته ۲۷ اکتبر ۱۹۹۹) روزنامه‌نگار، اقتصاددان و سیاستمدار اهل ارمنستان بود که از تاریخ تا تاریخ ۲۷ اکتبر ۱۹۹۹ سمت نمایندگی دوره مجلس ملی جمهوری ارمنستان را برعهده داشت.

## زندگی‌نامه
وی در ۱ سپتامبر ۱۹۲۷ در ایریند، شهرستان اجمیادزین به دنیا آمد و از دانشگاه دولتی ایروان فارغ‌التحصیل گشت. وی پس از درگذشتش برنده جوایزی همچون مدال موسس خورناتسی (۲۰۰۰) است. کوتانیان عضو فرهنگستان ملی علوم ارمنستان بود. وی در ۲۷ اکتبر ۱۹۹۹ در سن ۷۲ سالگی در جریان تیراندازی مجلس ملی جمهوری ارمنستان در ایروان کشته‌شد.